# Hrad slezských Piastovců v Brzegu
Zamek Piastów Śląskich w Brzegu, česky Zamek Piastów Śląskich w Brzegu a německy Piastenschloss, je původně hrad z 13. století, později i zámek, historické sídlo břežských knížat a současně i muzeum ve městě Brzeg v okrese Brzeg v Polsku. Nachází se také na levém břehu veletoku Odra v geomorfologickém celku Pradolina Wrocławska v Opolském vojvodství a v Dolním Slezsku.

## Historie a popis
První písemné zprávy o hradu pocházejí až z roku 1235. V letech 1368-1369 byla vedle hradu postavena gotická Kaple svaté Hedviky Slezské. V letech 1541 až 1582 byl na podnět Jiří II. Břežského přestavěn v renesančním slohu po vzoru královského hradu Wawel. Přestavba na trojkřídlou rezidenci s honosným arkádovým nádvořím byla provedena za přispění italských architektů (bratří Jakoba a Petera Parrů, po jejich smrti pak bratří Bernarda a Petra Niuronů) a italských umělců. Z tohoto důvodu je hrad nazýván jako Slezský Wawel. Nádvoří zámku zdobí vnitřní portál vstupní brány a dvoupatrové renesanční křížové chodby. Vstupní brána z roku 1553 je ozdobena sochami Jiřího II. Břežského a Barbory Braniborské, slezskými a braniborskými erby, a také bustami všech 24 mužských předků Jiřího II. Břežského a to včetně prvního a legendami opředeného Piasta. V roce 1675 zemřel na hradě poslední potomek slezských Piastovců Jiří Vilém Lehnický (Jerzy Wilhelm legnicki) a sídlo začalo chátrat. Hrad fungoval jako administrativní budova pro císařské úředníky. Později byl opuštěný hrad byl mírně poškozen při ostřelování města pruským králem Fridrichem II. Velikým v roce 1741. Současná Kaple svaté Hedviky Slezské je pozůstatkem presbytáře gotického kolegiátního kostela zničeného při ostřelování v roce 1741. Krypta kostela slouží od 16. století jako pohřebiště břežských Piastovců, přičemž část sarkofágů byla po druhé světová válce přesunuta do sklepních prostor na hradě. Hrad byl následně používán jako skladiště a postupně chátral. V roce 1924 zde bylo zřízeno Městské muzeum v jižním křídle hradu. V roce 1945, během druhé světové války v průběhu obležení Rudou armádou, byla budova opět poškozena. V roce 1952 zde bylo otevřeno současné muzeum. V letech 1966-1990 byla budova rozsáhle rekonstruována podle podoby jeho zámkové podoby z 16. století, přičemž byla obnovena vstupní brána, křížové chodby, arkádové nádvoří a několik sálů. V současnosti je ve hradu Muzeum slezských Piastovců (Muzeum Piastów Śląskich w Brzegu). Uvnitř hradu se nacházejí památky související s historií města a jeho okolí a také s historií Slezských Piastovců. Ke hradu patří také italská zahrada s labyrintem. V roce 2013 se hrad umístil na 7. místě v anketě o 7 nových divů Polska pořádané časopisem National Geographic. Podrobnější informace lze nalézt v referencích.

## Další informace
Vstup do hradu a jeho muzea je zpoplatněn. K hradu vede Cyklistická trasa řeky Odry (Rowerowy Szlak Odry).

## Galerie

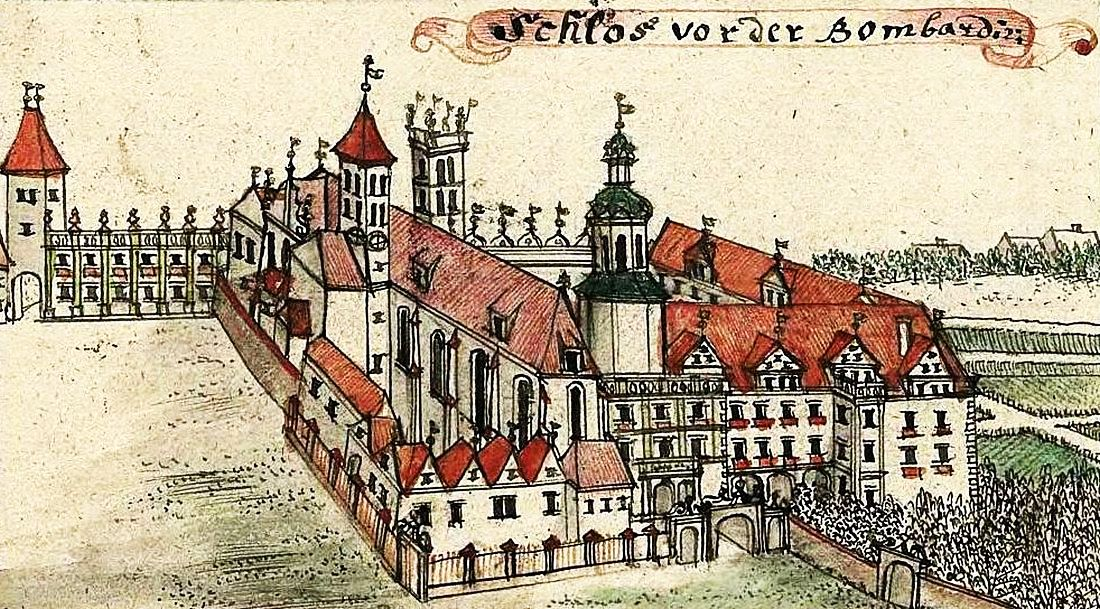
Historická topografie
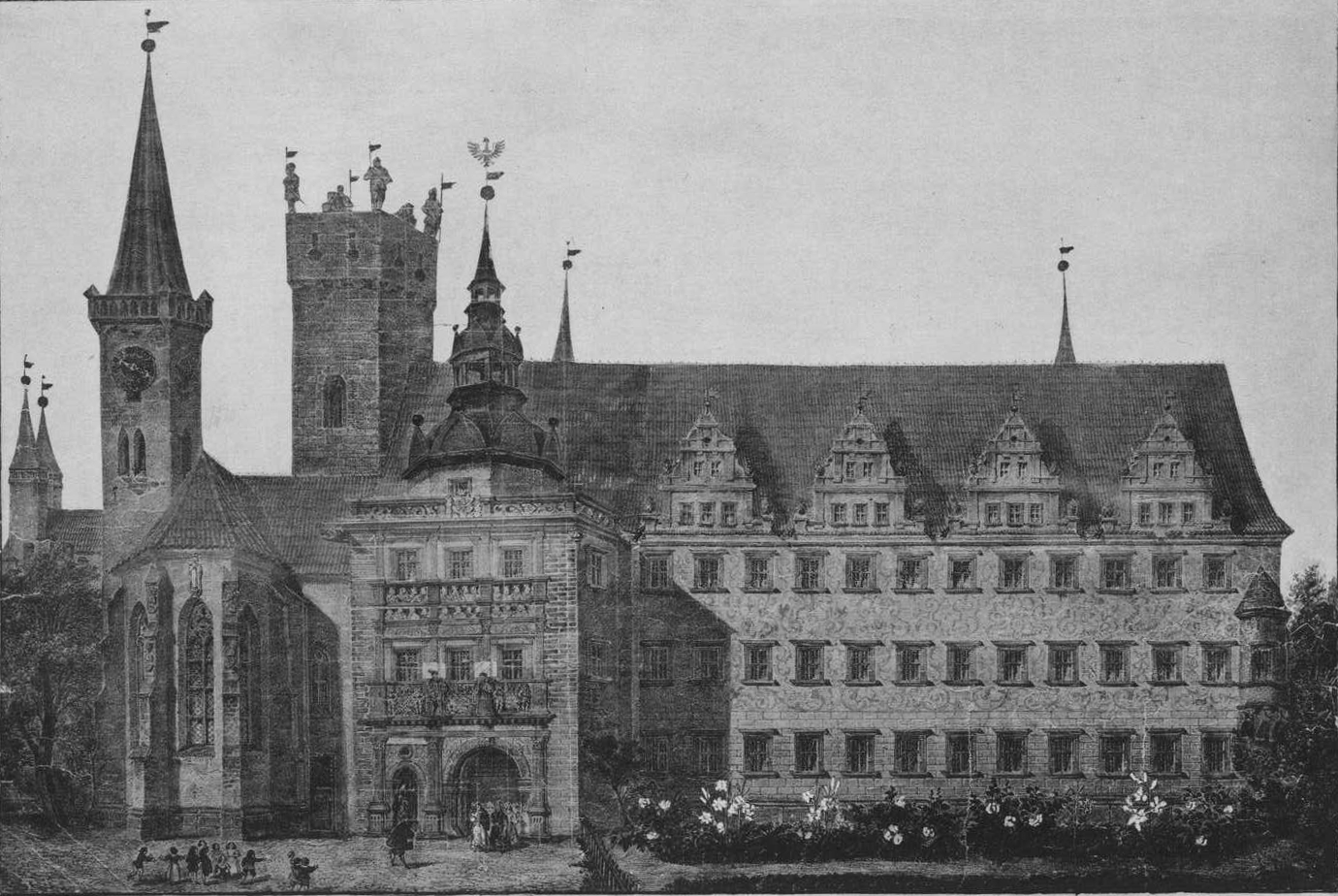
Historická fotografie
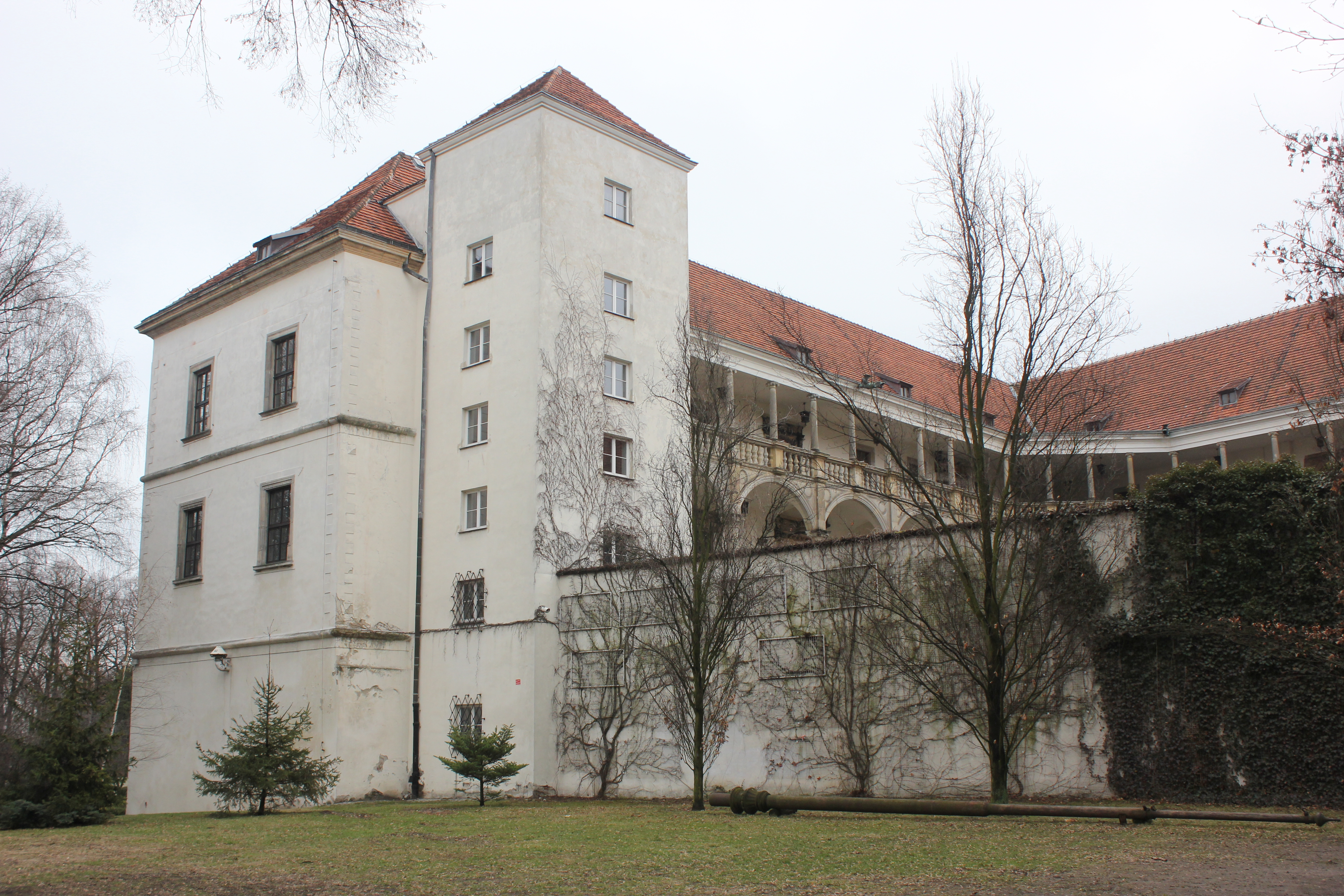
Exteriér hradu
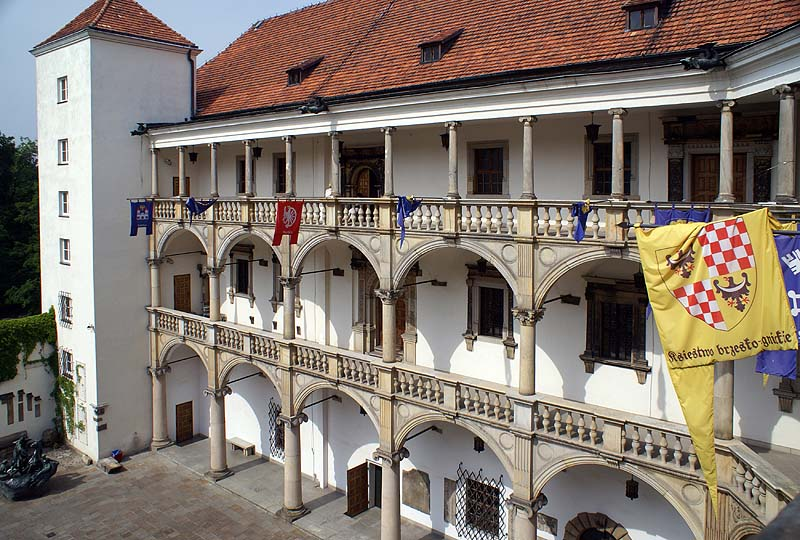
Arkády u nádvoří
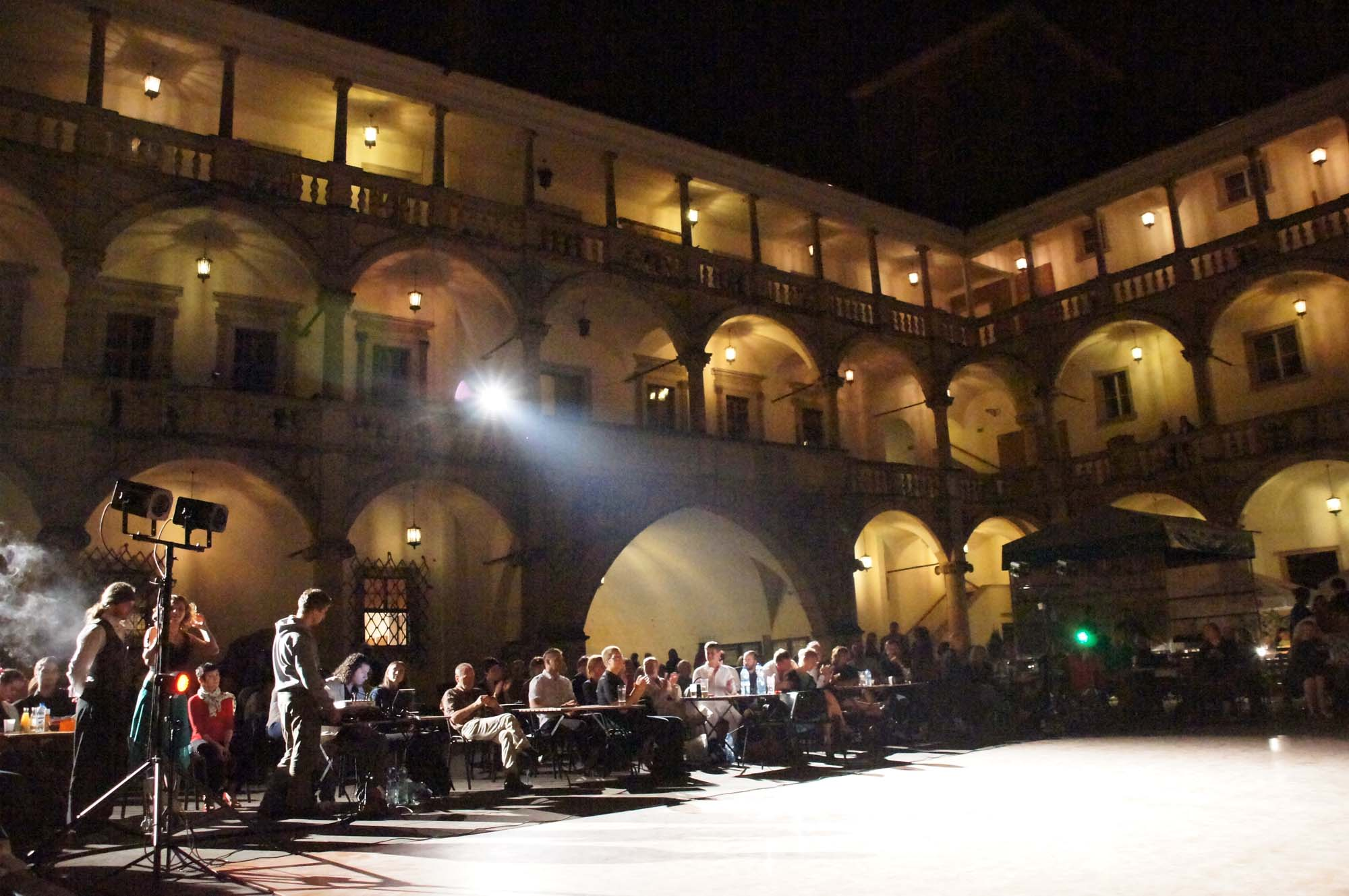
Nádvoří
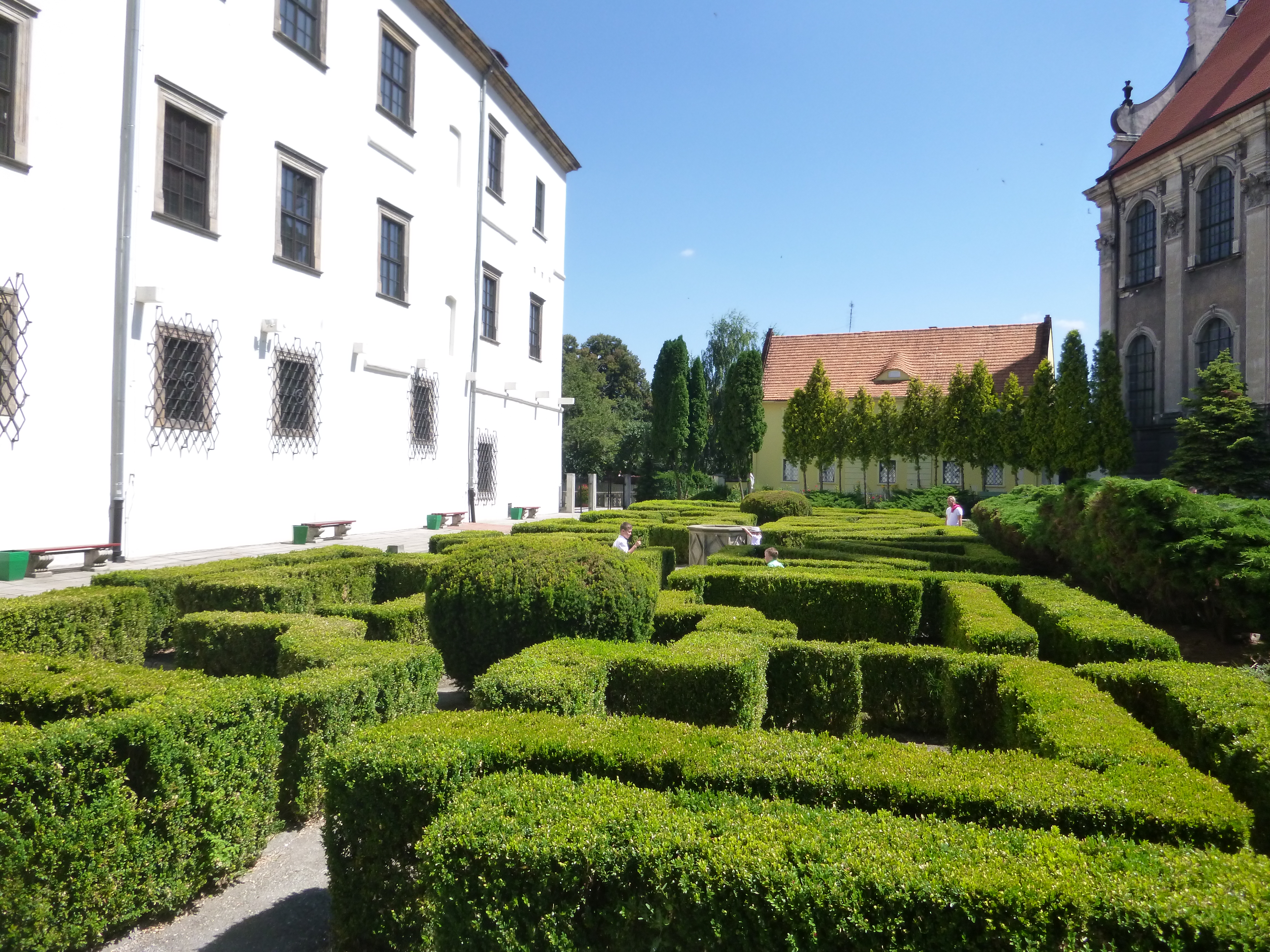
Italská zahrada s labyrintem
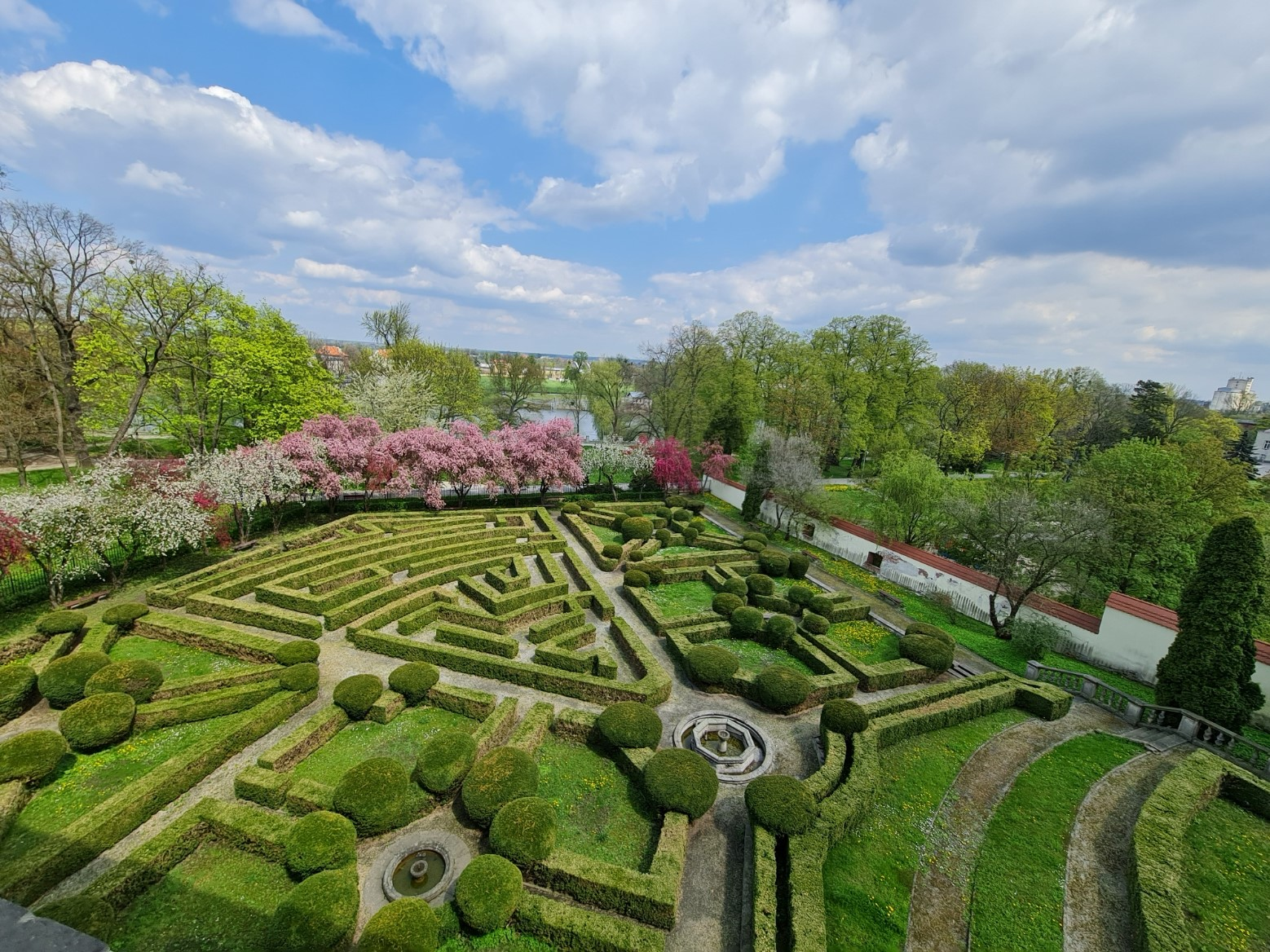
Italská zahrada s labyrintem
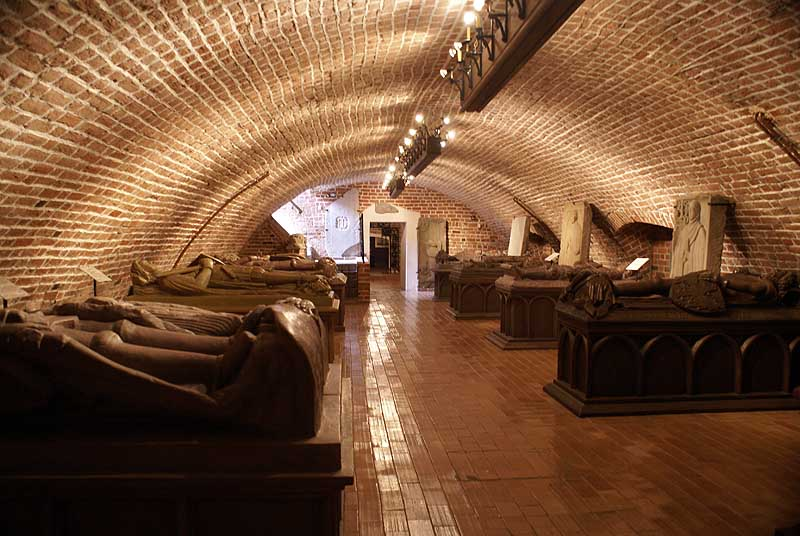
Podzemí
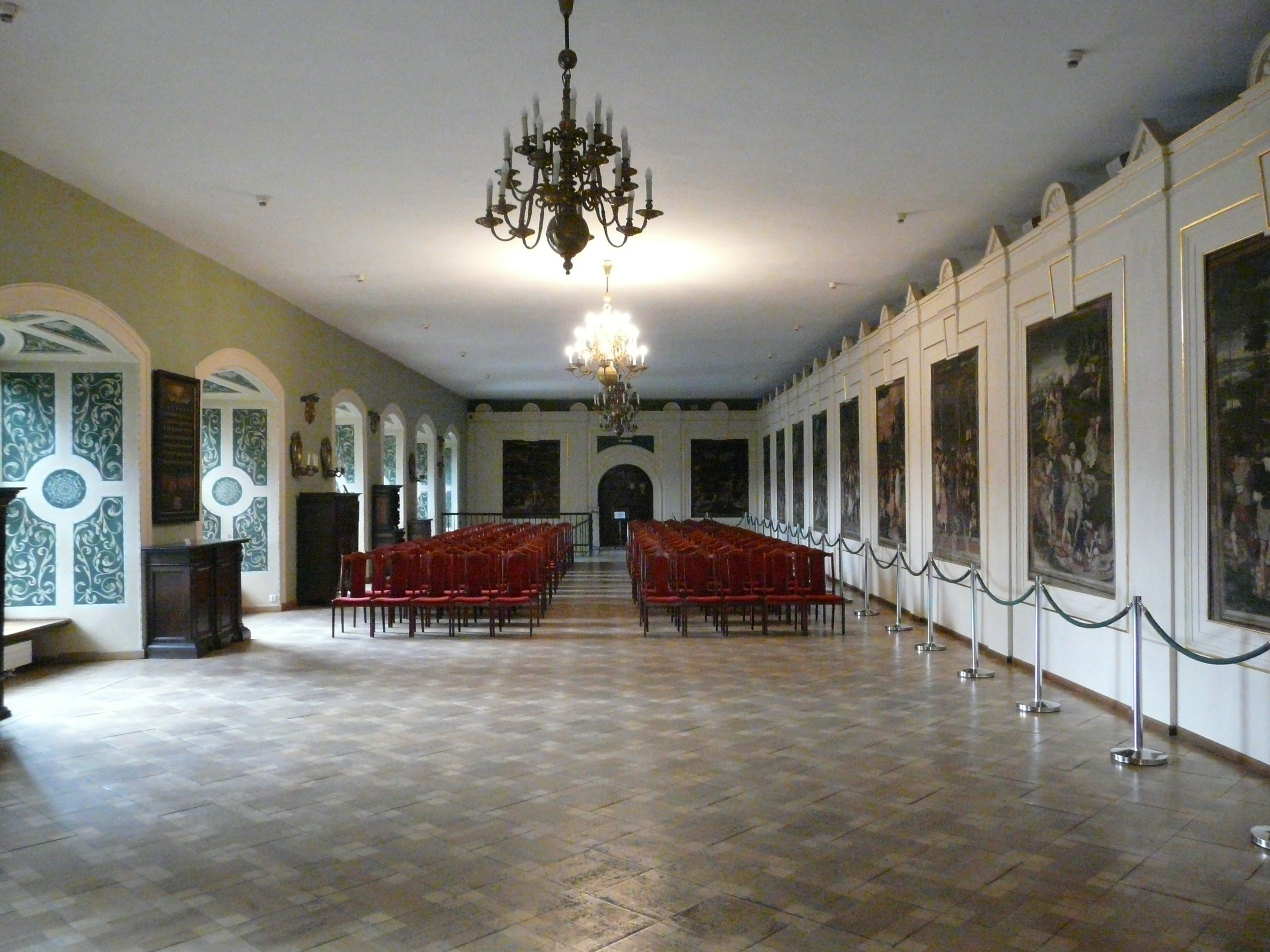
Interiér
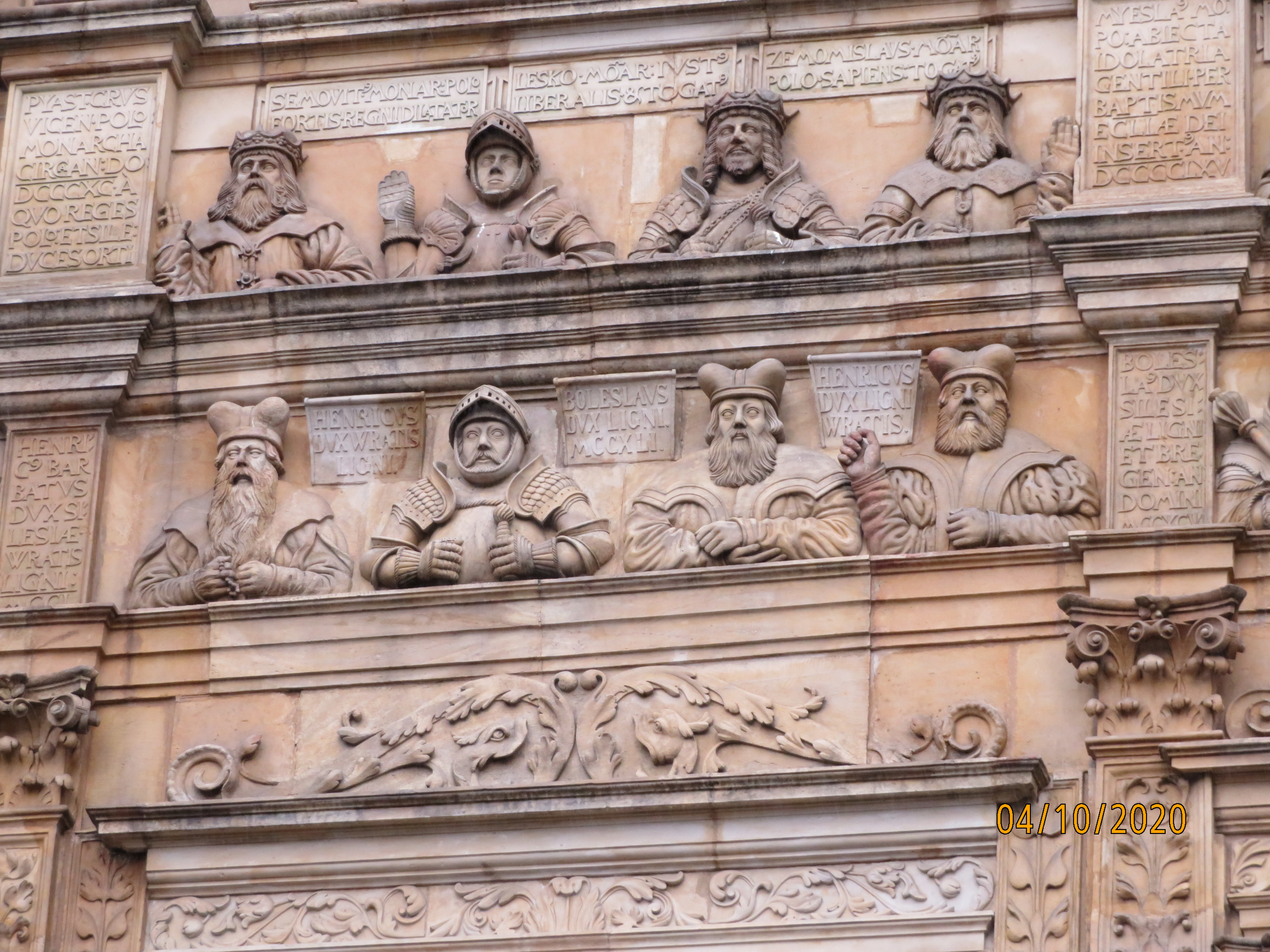
Detail brány